# THE FAST AND THE FURIOUS (ゲーム)
『THE FAST AND THE FURIOUS』（ファスト アンド フュリアス）は、北米バンダイナムコゲームス社から発売されたストリートレースを題材とするレースゲーム。機種はPS2とPSP。
米国内ではPS2は2006年9月26日に発売。PSPは2007年4月24日に発売。日本国内では未販売とされている。舞台は東京で、ワイルド・スピードX3 TOKYO DRIFTの世界観となっている。

## ゲームモード
- キャリアモード

様々なライバルを倒し、新しい車・ホットスポット・チューニングパーツが増えていく。ストーリーの序盤は本編に登場したTWINKIE（トゥインキー）のいとこ、"DIZZY"（ディジー）がプレイヤーに「俺の車（NA2 NSXもしくはJZA80 SUPRA）を使って湾岸最速だと思いこんでいる奴（SE3P RX-8）を負かせ」と指示される。勝利すると賞金が手に入り、次にそのバトルで貰った賞金と自分の金をあわせた範囲で最初に選択される車種を選べる。
- マルチプレイ

ネットワークを通じ、レースを行う。
- エクストラ

本編で使われたシーンや写真を閲覧できる。

## 登場コース
- WANGAN（首都高速道路）

東京の高速道路。アクアラインも含めて登場するが、実際の首都高とはまったく異なり、レイアウトや風景などが架空のものとなっている（特に神奈川あたりは原型を留めてない）。
首都高エリアにはホットスポットと呼ばれる溜まり場が存在し、そこではクルーのメンバーと勝負して全員倒すとそのクルーのボスが登場し、勝利するとそのボスの車を入手出来る（ただしチューニング、売却は不可）。
また、搭乗車を乗り換えることができるロボガレージや、新しい車を買ったり売ったりできるディーラーショップ、チューニング、エアロ交換やペイントが行えるチューンショップ（様々な店があるがどれも共通）が各コース上にある。
クルーズ中ではROLL UP RACESというのがあり、これが表示されるとライバルが登場し、パッシングするとレースが始まる。200m以上引き離すと勝利するが、200m以上引き離されると敗北する。
- TOUGE（峠）

日本の山道。各峠のエリアが登場するがWANGAN同様、実際とは全く違う。AルートとBルートが存在する。ここでもホットスポット同様。また、各峠に吉原大二郎が登場し、ドリフトレッスンが行える。
Doushi Touge（道志峠）
Yabitsu Touge（ヤビツ峠）
Atami Touge（熱海峠）
Suicide Mountain（スーサイド・マウンテン、日本語訳で自殺山）
このコースのAルートは本編にてショーンとD.K.（タカシ）が最終決戦にバトルした峠である。

## 登場車種
- NISSAN（日産）

'89 Silvia S13 K's
'93 Silvia S14 Q's Aero（前期型）
'93 Silvia S14 K's Aero（前期型）
'94 NISMO 270R（チューニング不可）
'97 Silvia S14 Q's Aero（後期型）
'97 Silvia S14 K's Aero（後期型）
'99 Silvia S15 Spec-R
'99 Silvia S15 Spec S Aero
'99 Silvia S15 Spec R Aero
'96 180SX Type X
'89 Fairlady Z Twin Turbo
'98 Fairlady Z Version R Twin Turbo
'02 Fairlady Z Version ST
'02 NISMO Fairlady Z S-Tune（チューニング不可）
'04 Fairlady Z Type E
'04 NISMO Fairlady Z S-Tune GT（チューニング不可）
'99 Skyline 25GT-t
'03 Skyline Coupe 350GT
'99 Skyline GT-R
'01 Skyline GT-R V-Spec II
'01 Skyline GT-R V-Spec II N1
'02 Skyline GT-R V-Spec II Nur
'00 NISMO Skyline GT-R S-Tune（チューニング不可）
'05 NISMO R34 GT-R Z Tune（チューニング不可）
'05 350Z 35th Anniversary Edition（USディーラーショップで購入）
- MAZDA（マツダ）

'03 RX-8 Type-S
'04 RX-8 Sport Prestige Limited
'04 RX-8 Mazdaspeed 2
'06 MX-5
'90 RX-7 Infini IV
'97 RX-7 Type RS-R
'01 RX-7 Type R Bathurst
'02 RX-7 Spirit R Type A
'06 Mazdaspeed6（USディーラーショップで購入）
'91 RX-7 R1(USディーラーショップで購入)
- TOYOTA（トヨタ）

'86 Levin GT-Apex（前期型）
'86 Sprinter Trueno GT-Apex（後期型）
'96 Supra RZ
'96 Chaser Tourer V
'98 Chaser Avante G
'99 MR-S S-Edition
'02 MR-S V-Edition
'00 MR-S VM180 TRD（チューニング不可）
'03 Altezza RS 200 Z Edition
'98 Supra Twin Turbo（USディーラーショップで購入）
- LEXUS（レクサス）

LF-A Concept
LF-C Concept
'03 IS300（USディーラーショップで購入）
'03 IS300 Sport Design（USディーラーショップで購入）
- SCION（サイオン）

'05 tC
- MITSUBISHI（三菱）

'98 GTO Twin Turbo MR
'01 Lancer Evolution VII GSR
'03 Lancer Evolution VIII GSR
'04 Lancer Evolution VIII MR
'04 Lancer Evolution VIII MR FQ-400
'06 Lancer Evolution IX GSR
'06 Lancer Evolution IX RS
'06 Lancer Evolution IX MR
'06 Lancer Evolution IX Ralliart（チューニング不可）
Concept X(ランサーエボリューションXコンセプト)
Concept-Sportback(ギャランフォルティスコンセプト)
'99 Eclipse GSX（USディーラーショップで購入）
'04 Eclipse GT（USディーラーショップで購入）
'06 Eclipse GT（USディーラーショップで購入）
'04 Lancer Evolution RS（USディーラーショップで購入）
- HONDA（ホンダ）

'04 Civic Type-R
'06 Civic Ex 1.8 i-VTEC
'06 Civic Si（USディーラーショップで購入）
'98 Integra Type-R
'05 Integra Type-R
'02 NSX-R
'05 NSX-R GT
'05 S2000
- ACURA（アキュラ）(USディーラーショップで購入)

'97 Integra Type R
'05 NSX
- SUBARU（スバル）

'03 Impreza WRX STi V-Limited
'03 Impreza WRX STi Spec C
'04 Impreza S203 STi
'06 Impreza S204 STi
'05 Impreza WRX STi
- DODGE（ダッジ）（USディーラーショップで購入）

'04 SRT-4
'06 Viper SRT10 Coupe
'69 Charger R/T 440 Magnum
'69 Charger R/T HEMI
'06 Charger Daytona R/T（チューニング不可）
'06 Charger SRT8
- FORD（フォード）（USディーラーショップで購入）

'67 Mustang Fastback
'06 Mustang GT
'05 Mustang GTR Concept（チューニング不可）
SVT Focus
- SHELBY(シェルビー)（USディーラーショップで購入）

'67 Shelby GT500（チューニング不可）
Shelby GT500 Concept
- PONTIAC(ポンティアック)（USディーラーショップで購入）

'05 GTO
- SALEEN(サリーン)（USディーラーショップで購入）

'06 Saleen S281 Extreme Coupe
'04 Saleen 121 N20 Focus（チューニング不可）
- CHEVROLET（シボレー）（USディーラーショップで購入）

'70 Chevelle SS 454
'06 Corvette C6
'06 Corvette C6R（チューニング不可）
'06 Corvette Z06

## 車のチューニング
首都高速道路には、各コースに様々なチューニングショップがある。
- Bespoke VIP（ビスポークVIP）
- Han's tune shop（ハンのチューンショップ）
- Toretto's tune shop（トレットのチューンショップ）
- bulletproof automotive（バレットプルーフ・オートモーティブ）
- TYPEONE（タイプワン）（ホンダ車専門のチューンショップ）
- WESTCO（ウエストコー）（現在のB-west/唄和也経営のチューンショップ）

特にどのような店でもチューニングは共通。ライバルに勝利すると、どれかのチューニングショップの代金が割引になる。
- Performance Upgrade（パフォーマンス アップグレード）：基本性能の向上を行う。ゲームを進めると上のレベルまで使用出来る。細かいセッティングは不要で、とにかくレベルを高めるのに徹すればいい。レベルの上げすぎによりピーキーで扱いづらくなったり、かえって曲がらなくなる場合もある。
- Visual Upgrade（ビジュアル・アップグレード）：エアロパーツ装着などを行う。ゲームを進行させると使えるパーツが増える。外装の3Dが入れ替わるのみで性能への影響は一切無い。
- Rear Spoilers：リアスポイラーを装着する。
- Skirts：サイドスカートを装着する。
- Front Bumpers：フロントバンパーを交換する。
- Rear Bumpers：リアバンパーを交換する。
- Hoods：ボンネットを交換する。一部にはカーボン製もあるが、ボンネットに貼ったバイナルが見えなくなる。
- Adjust Headlights：リトラクタブル・ヘッドライト車限定、角度を調整できる。
- Wheels / Rims：ホイールを交換する。交換後、サイズやタイヤの太さを調節できる。
- Under-car Neons：アンダーネオン装着。
- Full Wide Body Kit：ワイドボディキットの装着。但し装着中は殆どのパーツが交換出来なくなる。

例として、'96 180SX Type XにCHARGE SPEED製を選ぶと、S15顔のシルエイティになるなど。
- Drifter Charms：リアバンパーの下にキーホルダー装着。主にナムコのキャラクター（パックマン、鉄拳シリーズなど）。
- Valvestem LED：ホイールのバルブキャップにLEDライト装着。
- Window Tint：スモークフィルムの貼り付けが出来る。
- NOS Purge：ニトロパージの煙の色の変更（ニトロ装着必須）。

### ペイント・バイナル
無料で、車の塗装やバイナルの貼付が自由に行えるようになる。
色の塗装方法はつや出し、メタリック、パール、つや消しの4つ。
バイナルは上・側面、前後25レイヤまでが限界。但し、スポンサーステッカーやキャラクターのステッカーなど、ポリゴン上綺麗ではないため、縮小すると荒くなるので注意。

## ライバルチーム紹介（首都高エリア）
ここでのバトルシステムは「DESTINATION BATTLE（ディスティネーションバトル）」と「TOP SPEED BATTLE（トップスピードバトル）」の2つ。
前者は目的地のゴールに先にたどり着いた方が勝利。後者は愛車の最大速度で勝敗を決める（先にゴールしてもどちらでもよい）。

### Aqualine Bridge hot spot（アクアラインブリッジ・ホットスポット）
海ほたるパーキングエリアをベースにした溜まり場。
- Dailydriven（デイリー・ドリブン）

BOSS・Trin（トリン）
車種:'97 Silvia S14 K's Aero（後期型）
バトルシステム:DESTINATION BATTLE
Criss（クリス）
車種:'97 Silvia S14 K's Aero（後期型）
バトルシステム:DESTINATION BATTLE
Tommy（トミー）
車種:'05 tC
バトルシステム:DESTINATION BATTLE
Warren（ウォーレン）
車種:'06 Charger SRT8
バトルシステム:DESTINATION BATTLE
Damiyan（ダミヤン）
車種:'89 Fairlady Z Twin Turbo
バトルシステム:TOP SPEED BATTLE
- Speed The Night（スピード・ザ・ナイト）

BOSS・Hollywood（ハリウッド）
車種:'06 Mazdaspeed6
バトルシステム:DESTINATION BATTLE
Tad（タッド）
車種:'89 Silvia S13 K's
バトルシステム:DESTINATION BATTLE
Horatio（ホレーショ）
車種:'03 RX-8 Type-S
バトルシステム:TOP SPEED BATTLE
JDM Justin（JDMジャスティン）
車種:'97 Integra Type R（EU版:'89 Silvia S13 K's）
バトルシステム:DESTINATION BATTLE
Rikdaddy（リックダディ）
車種:'05 NSX（EU版:'97 Silvia S14 K's Aero（後期型）
バトルシステム:DESTINATION BATTLE

### Toshi's hot spot（トシのホットスポット）
本編にて登場した立体駐車場の溜まり場。ただしパーキングでのバトルは無い。
- Team Karoshi（チーム・過労死）

BOSS・Masaru（マサル）
車種:'99 MR-S S Edition
バトルシステム:DESTINATION BATTLE
Mayumi（マユミ）
車種:'99 Silvia S15 Spec-R(B-West仕様)
バトルシステム:DESTINATION BATTLE
Deltovar（デルトバー）
車種:'04 Civic Type-R（EU版:SVT Focus）
バトルシステム:DESTINATION BATTLE
Tairo（タイロウ）
車種:'91 RX-7 R1
バトルシステム:TOP SPEED BATTLE
Tamago-kun（タマゴくん）
車種:'04 Lancer Evolution RS
バトルシステム:TOP SPEED BATTLE
- Velocity（ベロシティ）

BOSS・Hanzo（ハンゾウ）
車種:'03 RX-8 Type S
バトルシステム:DESTINATION BATTLE
Razu（ラズ）
車種:'06 MX-5
バトルシステム:DESTINATION BATTLE
Bra-chan（ブラちゃん）
車種:'02 Fairlady Z Version ST
バトルシステム:DESTINATION BATTLE
Chris（クリス）
車種:'05 tC　バトルシステム:TOP SPEED BATTLE
Yoshinobu（ヨシノブ）
車種:'02 Fairlady Z Version ST　バトルシステム:TOP SPEED BATTLE

### Rainbow Bridge hot spot（レインボーブリッジ・ホットスポット）
レインボーブリッジ付近の溜まり場。
- Sunshine Run（サンシャイン・ラン）

このチームは主にコンセプトカーで構成されている。
BOSS・Fujio（フジオ）
車種:LF-A Concept
バトルシステム:DESTINATION BATTLE
H.J. Norman（H.J.ノーマン）
車種:'06 Eclipse GT
バトルシステム:DESTINATION BATTLE
Yataro（ヤタロウ）
車種:Concept-Sportback
バトルシステム:DESTINATION BATTLE
Kiichiro（キイチロウ）
車種:LF-C Concept
バトルシステム:TOP SPEED BATTLE
Kai-ru（カイル）
車種:Concept X
バトルシステム:TOP SPEED BATTLE
- Team Furious（チーム・フューリアス）

このチームは3を除く本編の主役、ドミニクとブライアン、そして3でテクニカルアドバイザーを担当したハヤマトシが所属している。

BOSS・Dominic Toretto（ドミニク・トレット）
車種:'69 Charger R/T 440 Magnum
バトルシステム:DESTINATION BATTLE
"The Wolf"（ザ・ウルフ）
車種:'06 Corvette C6
バトルシステム:TOP SPEED BATTLE
Toshi（トシ）(ハヤマトシ)
車種:'00 NISMO Skyline GT-R S-Tune
バトルシステム:DESTINATION BATTLE
Ray（レイ）
車種:'06 Saleen S281 Extreme Coupe
バトルシステム:DESTINATION BATTLE
Brian O'Connor（ブライアン・オコナー）
車種:'01 Skyline GT-R V-Spec II
バトルシステム:DESTINATION BATTLE

### Tokyo Tower hot spot（東京タワー・ホットスポット）
東京タワー付近の溜まり場。
- C-office（Cオフィス）

BOSS・E. Mori（E.モリ）
車種:'02 RX-7 Spirit R Type A(C-office仕様)
バトルシステム:TOP SPEED BATTLE
Ali-san（アリさん）
車種:'04 Lancer Evolution IX MR
バトルシステム:DESTINATION BATTLE
"Professor" Fong（プロフェッサー・フォン）
車種:'01 Skyline GT-R V-Spec II(Veilside-STREET DRAG仕様)
バトルシステム:DESTINATION BATTLE
Donny（ダニー）
車種:'98 Supra Twin Turbo(CHARGE SPEED-SUPER GT STYLE仕様)
バトルシステム:DESTINATION BATTLE
"Dizzy"（ディジー）
車種:'05 NSX-R GT （EU版:'98 Supra Twin Turbo(TRD3000GT仕様)）
バトルシステム:TOP SPEED BATTLE
- TOP SECRET（トップシークレット）

このチームは実在する日本のチューニングショップのメンバーで構成されている。
BOSS・Kazuhiko "Smoky" Nagata（永田和彦）
車種:'03 Skyline Coupe 350GT(TOP SECRET-SUPER G-FORCE仕様)　
バトルシステム:Grand Tour（首都高一周のDESTINATION BATTLE）
Taniguchi Sisters（谷口姉妹(谷口美穂・谷口いづみ)）
車種:'02 Fairlady Z Version ST(TOP SECRET-G-FORCE II仕様) バトルシステム:DESTINATION BATTLE
Hiroki Naba（ヒロキ・ナバ）
車種:'05 350Z 35th Anniversary Edition(TOP SECRET-SUPER G-FORCE II仕様)
バトルシステム:DESTINATION BATTLE
Yuji Takahashi（ユウジ・タカハシ）
車種:'96 Supra Yuki(TOP SECRET-SUPER G-FORCE仕様)
バトルシステム:DESTINATION BATTLE
Toshihiko Akachi（トシヒコ・アカチ）
車種:'01 Skyline GT-R V-Spec II (TOP SECRET-G-FORCE仕様)
バトルシステム:DESTINATION BATTLE

## ライバルチーム紹介（峠エリア）
ここでのバトルシステムは「GRIP BATTLE（グリップバトル）」と「DRIFT BATTLE（ドリフトバトル）」の2つ。
前者はゴールに先にたどり着いた方が勝利。後者はドリフト走行し車両が滑っている時に増えていくポイント数を競う。相手が先にゴールすると、ポイントの総合値が徐々に減っていく。

### Doushi Touge（道志峠）
- Kansai（カンサイ）

このチームのメンバーは某走り屋漫画が元ネタとされている。
BOSS・Kyosuke（キョウスケ）
車種:'90 RX-7 Infini IV
バトルシステム:DRIFT BATTLE
Masako（マサコ）
車種:'03 Impreza WRX STi V-Limited
バトルシステム:GRIP BATTLE
Katsuhiko（カツヒロ）
車種:'86 Levin GT-Apex
バトルシステム:DRIFT BATTLE
Hiroto（ヒロト）
車種:'86 Sprinter Trueno GT-Apex
バトルシステム:DRIFT BATTLE
Reisuke（レイスケ）
車種:'91 RX-7 R1
バトルシステム:DRIFT BATTLE
- Gerbil Zoo（ガービル・ズー）

BOSS・Potatoes O'Brien(Lance Kirianoff)（ポテトズ・オブライエン）(ランス・キリアノフ)
車種:'86 Sprinter Trueno GT-Apex(Formula D仕様)
バトルシステム:DRIFT BATTLE
Jay（ジェイ）
車種:'97 Integra Type R （EU版:'96 180SX Type X）
バトルシステム:GRIP BATTLE
Hiro（ヒロ）
車種:'03 Impreza WRX STi Spec C
バトルシステム:GRIP BATTLE
Ding-a-ling Wong（リンリン・ウォン）
車種:'96 180SX Type X
バトルシステム:GRIP BATTLE
Kenzo-style（ケンゾースタイル）
車種:'90 RX-7 Infini IV
バトルシステム:DRIFT BATTLE

### Yabitsu Touge（ヤビツ峠）
- Sliding Sexy（スライディング・セクシー）

このチームは全員女性で構成されている。ボスであるレイコは本編に登場している人物である。
BOSS・Reiko（レイコ）
車種:'01 RX-7(C-west仕様)
バトルシステム:DRIFT BATTLE
Nei-chan（ネイちゃん）
車種:'06 MX-5
バトルシステム:DRIFT BATTLE
Yoko（ヨウコ）
車種:'96 180SX Type X
バトルシステム:DRIFT BATTLE
Casidi（キャシディ）
車種:'96 180SX Type X
バトルシステム:DRIFT BATTLE
Junko（ジュンコ）
車種:'05 NSX(Veilside-Fortune仕様)（EU版:'99 MR-S S-Edition(Veilside-Fortune仕様)）
バトルシステム:GRIP BATTLE
- Hot Version（ホットバージョン）

BOSS・Ben Shaffer（ベン・シェーファー）
車種:'99 Silvia S15 Spec R Aero(TOP SECRET-D1GP仕様)
バトルシステム:DRIFT BATTLE
Dave Brown（デイブ・ブラウン）
車種:'05 Integra Type-R(SPOON仕様) （EU版:'04 Lancer Evolution RS）
バトルシステム:GRIP BATTLE
361 Rich(Rich Rutherford)（361・リッチ）(リッチ・ルザーフォード)
車種:'06 Lancer Evolution IX GSR(Formula D仕様)
バトルシステム:Drift Battle
Tyler McQuarrie（タイラー・マッカリー）
車種:'05 S2000(SPOON仕様)（EU版:'98 Supra Twin Turbo）
バトルシステム:DRIFT BATTLE
"Grumpy" McKinney（グランピー・マッキンリー）
車種:'96 180SX Type X(McKinney　Motorsports仕様)
バトルシステム:DRIFT BATTLE

### Atami Touge（熱海峠）
- Han's crew（ハンのクルー）

本編にてハンの元に集まったチーム。唯一チームステッカーはない。主人公・ショーンはここに所属している。
BOSS・Han（ハン）
車種:Mazda RX-7(Veilside-Fortune仕様)
バトルシステム:DRIFT BATTLE
Twinkie（トゥインキー）
車種:'04 Civic Type-R（EU版:SVT Focus）
バトルシステム:GRIP BATTLE
Sean Boswell（ショーン・ボズウェル）
車種:'99 Silvia S15 Spec R Aero(C-west仕様)（一回目）、Fastback Hybrid（二回目）
バトルシステム:DRIFT BATTLE
Virgil(Earl)（ヴァージル）(アール)
車種:'89 Silvia S13 K's
バトルシステム:DRIFT BATTLE
- American Touge（アメリカン・トウゲ）

このチームはフォーミュラDで活動経験があるプロドライバーで構成されている。
BOSS・Rhys Millen（リース・ミレン）
車種:'05 GTO(Formula D仕様)
バトルシステム:DRIFT BATTLE
Ernie Fixmer（アーニー・フィクスマー）
車種:'99 Skyline 25GT-t
バトルシステム:DRIFT BATTLE
Alex Pfeiffer（アレックス・フェイファー）
車種:'86 Sprinter Trueno GT-Apex(Formula D仕様)
バトルシステム:DRIFT BATTLE
Steph Papadakis（ステフ・パパダキス）
車種:'05 S2000(Formula D仕様)（EU版:'03 RX-8 Type-S）
バトルシステム:DRIFT BATTLE
Tanner Foust（タナー・ファウスト）
車種:'02 Fairlady Z Version ST(Formula D仕様)
バトルシステム:DRIFT BATTLE

### Suicide Mountain（スーサイド マウンテン）
- Tea Hairs（ティー・ヘアーズ）

本編にて敵役・D.K.のチーム。チーム名通り茶髪系のメンバーで構成されているが、メンバーのAldenはスキンヘッドでハンの仲間である。
BOSS・D.K.（ドリフトキング）(タカシ)
車種:Nissan Z33(Veilside仕様)
バトルシステム:DRIFT BATTLE
Alden（オールデン）
車種:Toyota Chaser
バトルシステム:DRIFT BATTLE
Tea Hair（名無しの茶髪）
車種:'02 Fairlady Tea hair(TOP SECRET仕様)
バトルシステム:DRIFT BATTLE
Neela（ニーラ）
車種:'03 RX-8 Neela(Veilside仕様)
バトルシステム:DRIFT BATTLE
Morimoto（モリモト）
車種:Nissan Z33(TOP SECRET仕様)
バトルシステム:DRIFT BATTLE
- D Stars（D・スターズ）

チームメンバー全員、有名日本人ドライバーで構成されている。
BOSS・Kazuya Bai（唄和也）
車種:'99 Silvia S15 Spec R Aero(Origin仕様)
バトルシステム:DRIFT BATTLE
Aniki Ken(Ken Takahashi)（ケン兄貴）(ケン・タカハシ)
車種:'99 Skyline 25GT-t
バトルシステム:GRIP BATTLE
Nomuken（野村謙）
車種:'99 Skyline 25GT-t(URAS仕様)
バトルシステム:DRIFT BATTLE
Kenji Yamanaka（ケンジ・ヤマナカ）
車種:'99 Silvia S15 Spec R Aero(JIC Magic仕様)
バトルシステム:DRIFT BATTLE
Daijiro Yoshihara（吉原大二郎）
車種:S13 Pacific Rim 240
バトルシステム:DRIFT BATTLE

## BGM
挿入曲には本編では使われていないが、このゲームでは日本を意識しているため、日本語で歌うラップや洋楽が収録されている。
- Around The World-Atlas Plug
- Goodbye (Klayton Revision)-Celldweller
- 浮き名-姫（タイトル画面）
- Black List-姫
- 姫始2006-姫
- In The Rain-姫（スタッフクレジット）
- 不夜城-姫
- 侍刀 (Samurai Sword)-565
- So Scared-9MM
- Tough Guy-Open Hand
- Revenge-Plain White T’s
- Attack Of The Things-Adam Fox
- Massive-Adam Fox
- Forbidden Lover-Lemon Drop Kick
- All Over Now-Lemon Drop Kick
- 1140-Lemon Drop Kick
- Dullish-Lemon Drop Kick
- Over It-Slow Car Boost
- That Was You-Slow Car Boost
- Pretty People Never Lie / Vampires Really Never Die-I Am Ghost
- Wake Me Up-Zebrahead
- The Walking Dead-Zebrahead
- From Afar-The Asphalt
- Sleep With The Light On-Clearview Kills
- The Way It Goes-Motion Picture Demise
- The Last Time-Forever Changed
- Get Offa Me-Far East Movement featuring Trek Life
- Make Ya Self-Far East Movement
- Hey Man-Emanuel
- Attack-30 Seconds to Mars
- Cobrah Tryangle-Invisible Enemies

## トリビア
- このゲームは公道レースゲームで、一般車が出ているのにもかかわらず、ホンダ・アキュラが登場している（一般的な傾向としてホンダはアザーカーの登場するゲームに車両の使用を許諾しておらず、例えば頭文字Dではコース上に看板を設置するなどして名目上「公道を封鎖したイベント｣にするという対処が取られている。EU版では登場しないが、US版では登場している等、販売されている国々で差異がある）。
- 主に本編「ワイルド・スピードX3 TOKYO DRIFT」に登場したキャストだけでなく、チューニングショップ「トップシークレット」、現役のプロドライバーなど様々なゲストがライバルとして登場しているが、スペシャルサンクスには「山田英二」の名前も表記されている。